# Condado de Cuyahoga
El condado de Cuyahoga es uno de los 88 condados del estado estadounidense de Ohio. La sede de condado es Cleveland, así como su mayor ciudad. El condado posee una superficie de 3326 km² (de los cuales 2038 km² están cubiertos por agua), una población de 1 393 978 habitantes, y una densidad de población de 1 174 hab/km² (según el censo del año 2000).